# トニー・ライス
トニー・ライス（Tony Rice、本名：ディヴィッド・アンソニー・ライス（英語: David Anthony Rice）、1951年6月8日 - 2020年12月25日）は、アメリカ合衆国のギタリスト、ブルーグラス・ミュージシャン。
ブルーグラス、ニューグラス、アコースティック・ジャズにおける最も影響力のあるギタリストの一人とされる。2013年にthe International Bluegrass Music Hall of Fameに名を連ねた。
ライスの携わる音楽は、トラディショナルなブルーグラスから、ジャズの影響を受けたニュー・アコースティック・ミュージックや歌志向のフォークまで幅広い。彼はキャリアの中で、J.D.Crow and New South、デヴィッド・グリスマン、ジェリー・ガルシアらと共演し、自らトニー・ライス・ユニットを率いる。ノーマン・ブレイクとのコラボレーション、兄弟のワイアット、ロン、ラリーとのレコーディング、ブルーグラス・アルバム・バンドの結成などの活動を行ってきた。またトラディショナルなブルーグラスの楽器と、ドラムや、ピアノ、ソプラノ・サックスなどとのレコーディングなども行っている。

## 来歴
ライスはバージニア州ダンビルで生まれ、カリフォルニア州ロサンゼルスで育ち、父であるハーブ・ライスからブルーグラスを教わる。トニーとその兄弟はケンタッキー・コロネルズを率いていたローランド・ホワイト、クラレンス・ホワイトといったロサンゼルスのミュージシャン達からブルーグラスの基礎を学んだ。特にクラレンス・ホワイトはライスに大きな影響を与えた。ライ・クーダー、ハーブ・ペデルセン、クリス・ヒルマンとの出会いによって、ライスが父から学んだ音楽はより強化されることとなった。
1970年、ライスはケンタッキー州ルイビルに引っ越し、そこで、Bluegrass Allianceと、そのすぐ後には、J.D. Crowe's New Southと演奏を行った。The New Southはドラムやエレキ楽器を加えるなど、当時最もプログレッシブなブルーグラス・バンドとして知られていた。 1974年にリッキー・スキャッグスが加入した頃、バンドはアルバム『J. D. Crowe & the New South』のレコーディングを行った。当時、このアルバムはラウンダー・レコードで最も売り上げたアコースティック・アルバムとなった。この時、バンドはトニー・ライス（ギター、リードボーカル）、J.D.クロウ（バンジョー、ボーカル）、ジェリー・ダグラス（ドブロ）、リッキー・スキャッグス（フィドル、マンドリン、テナーボーカル）、ボビー・スローン（ベース、フィドル）で構成されていた。

### デヴィッド・グリスマン・クインテット
この頃、ライスはマンドリン弾きのデヴィッド・グリスマンに出会った。グリスマンは1960年代にレッド・アレンと演奏をしており、ジャズ、ブルーグラス、クラシックのスタイルを融合させたオリジナルの音楽を作ろうとしていた。ライスはNew Southを脱退し、カルフォルニアに拠点を移し、グリスマンのバンドへと加入した。バンドはデヴィッド・グリスマン・クインテットとなった。自分の限界を広げ、商業活動の幅を広げるため、ライスはコード理論を研究し、リードチャートを学び、ブルーグラスを超えた演奏を始めた。著名なギター弾きジョン・カルリーニはライスに音楽理論を教え、ジャズ演奏の複雑さや、一般的な即興についてライスが学習するのをサポートした。デヴィッド・グリスマン・クインテットの1977年のデビュー・アルバムは、アコースティック・ストリング・バンド音楽の一つの目印と考えられている。

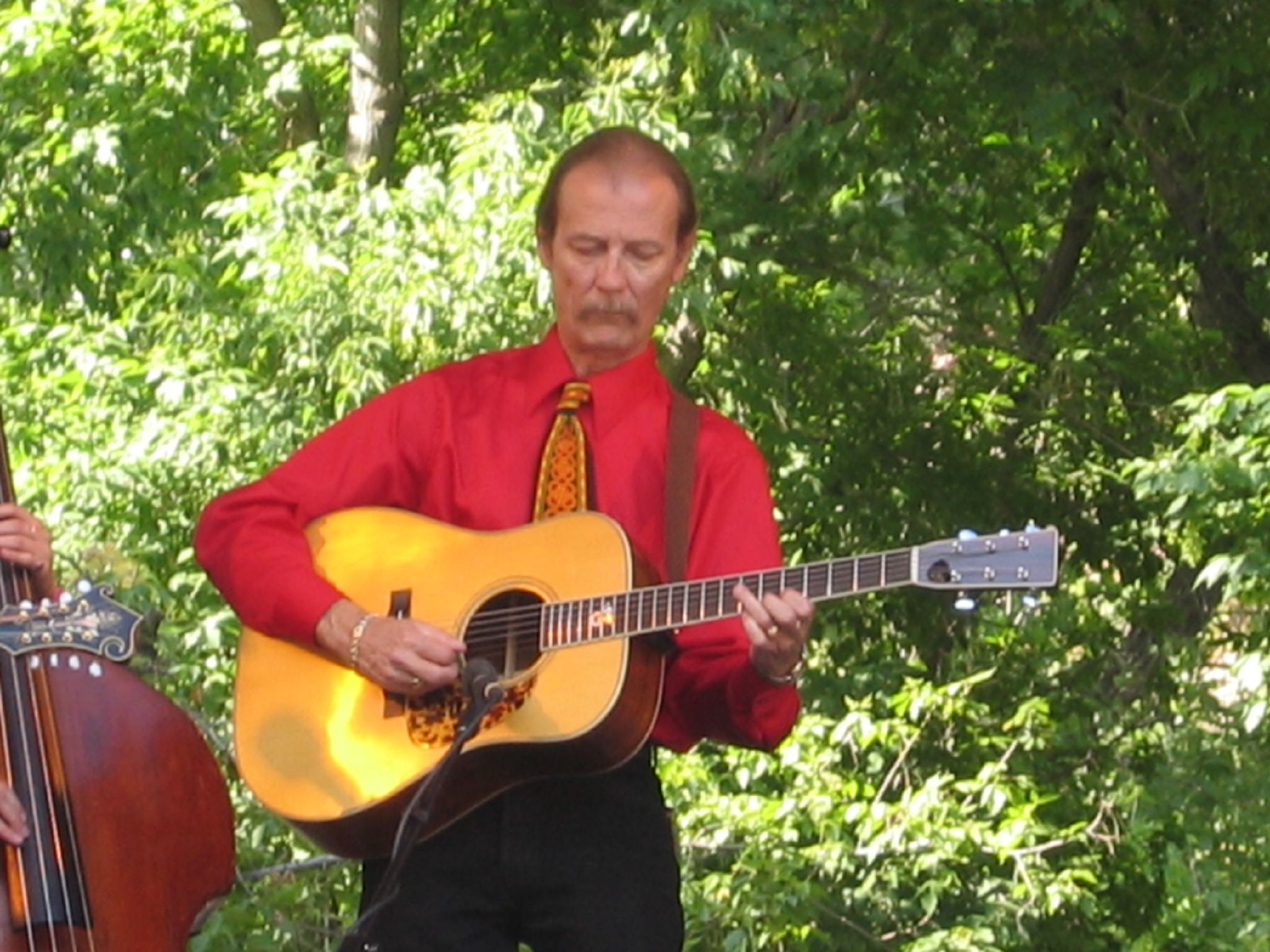
RockyGrass 2005

### ソロでの活動とブルーグラス・アルバム・バンド
1979年、ライスは自らの音楽を追求するために、デヴィッド・グリスマン・クインテットを脱退。ジャズからインスパイアを受けたアコースティック・アルバム『Acoustics』をレコーディング。その後、ブルーグラスを中心にフォークスタイルの歌やインストゥルメンタルを集めた『Manzanit』をリリース。1980年、トニー・ライス、J.D.クロウ、ボビー・ヒックス、ドイル・ローソン、トッド・フィリップスと共に、スタンダードなブルーグラス・バンド「ブルーグラス・アルバム・バンド」を結成。このバンドは、1980年から1996年の間に、6枚のアルバムをレコーディング。
ライスはソロ活動において、ブルーグラスにインスパイアされた歌を集めたアルバム『Cold on the Shoulder』でヒットを記録。このアルバムと『Native American』『Me & My Guitar』のアルバムを通して、ライスは彼独自の感性とブルーグラス、フォークの作詞、そしてジャズの素早く複雑なギターワークを融合させる1つの定式にたどり着いた。ライスの参考にしたフォークは、アイアン・タイソン、ジョニ・ミッチェル、フィル・オッチス、トム・パキストン、ボブ・ディランや、特にゴードン・ライトフットなどである。ライスはジャズから影響を受けた実験的な「スペースグラス (spacegrass)」を、トニー・ライス・ユニットでリリースした『Mar West』『Still inside』『Backwaters』といったアルバムの中で追及していった。1990年に入ると、ライスは声帯の状態を悪化させ、歌うことが困難になった。
2013年のIBMA（インターナショナルブルーグラスミュージックアソシエーション＝国際ブルーグラス音楽協会）アワードの中で、ライスは自分の声が次第に回復してきていることを伝えたが、この時が公の場での最後のギター演奏となった。
2020年12月25日、ノースカロライナ州リーズビルの自宅にて死去。

## コラボレーション
1980年、ライスはリッキー・スキャッグスとのデュオ、スキャッグス&ライスでアルバムをレコーディング。また1992年から1994年の間に、トラディショナルな奏者でソングライターのNorman Blake、そしてライス・ブラザーズの2人とともに、2枚のアルバムをリリースした。これらのアルバムでは、兄のラリー、そして弟のワイアット、ロニーと共演している。
1984年より、ライスはベラ・フレックと4枚のアルバム、『Double Time』(1984年)、『Drive』(1988年)、『Tales from the Acoustic Planet』(1995年)、『The Bluegrass Sessions: Tales from the Acoustic Planet, Vol. 2』(1999年)をリリース。
1993年、デヴィッド・グリスマン、ジェリー・ガルシアと共に『The Pizza Tapes』をレコーディング。 後年、ライスとグリスマンは『Tone Poems』をレコーディング。このアルバムは、歴史的に貴重なビンテージ・マンドリンとビンテージ・ギターをトラックごとに使い分けレコーディングされた。
1995年、ライスはデヴィッド・グリスマン・クインテットで共演したジョン・カルリーニと共に、2本のギターをフィーチャーしたフォーク・アルバムをレコーディングした。
1997年、トニーと兄のラリー、そしてクリス・ヒルマン、バンジョー弾きのハーブ・ペデルセンと共に、"アンチスーパーグループ"ライス・ライス・ヒルマン&ペデルセンを結成し、1997年から2001年の間に3枚のアルバムを制作した。

## 出版物
トニー・ライス公認の伝記はTim StanffordとCaroline Wrightによって書きあげられ『Still Inside : The Tony Rice Story』のタイトルで、2010年にテネシー州キングスポートのWord of Mouth Pressから出版された。本書の出版はノースカロライナ州のMerlefestが行っている。

## 受賞

### グラミー賞
- Best Country Instrumental Performance – The New South, Fireball – 1983[13]

### IBMA (International Bluegrass Music Association) 賞
- Hall of Fame Inductee, 2013[14][15]
- Instrumental Performer of the Year – Guitar – 1990, 1991, 1994, 1996, 1997, 2007[15]
- Instrumental Group of the Year – The Tony Rice Unit – 1991, 1995[15]
- Instrumental Group of the Year – The Bluegrass Album Band – 1990[15]
- Instrumental Album of the Year – Bluegrass Instrumentals, Volume 6 (Rounder) ; The Bluegrass Album Band  – 1997[15]